# Patrick Kermann
Patrick Kermann, né le 10 juillet 1959 à Strasbourg et mort le 29 février 2000 à Villeneuve-lès-Avignon, est un dramaturge contemporain français, notamment auteur de La Mastication des morts.

## Biographie
Patrick Kermann est né à Strasbourg, en 1959. Il est agrégé d’allemand.
Il consacre trois livrets à l'opéra : Du Diktat, La Blessure de l'ange (ou les brides d'une histoire qui fut ou ne fut pas), Vertiges (une création basée sur le monolinguisme consensuel d'un chœur qui se trouve devant l'impossibilité de traduire par une seule voix la peur d'être au monde de chaque individu).
Il réalise une installation sonore A ayant pour thème « La naissance des mondes à venir », et traduit trois textes : Électre d'Euripide, Le Festin de Thyeste de Sénèque, et Un déjeuner allemand, roman de Thomas Bernhard.
Il écrit des pièces de théâtre (douze) et compose un véritable travail littéraire en utilisant la langue comme un matériau malléable, vivant, jusqu'à pouvoir rendre corps aux morts qu'il réanime.
Patrick Kermann a bénéficié d'une résidence à la Chartreuse de Villeneuve-lez-Avignon (1996), d'une bourse de commande du ministère de la Culture (1998), d'une bourse Beaumarchais (1999), d'une bourse de commande d'œuvre lyrique (1999, avec Daniel Lemahieu, Du diktat), et a bénéficié en 1999-2000 d'une bourse d'année sabbatique du Centre national du livre.

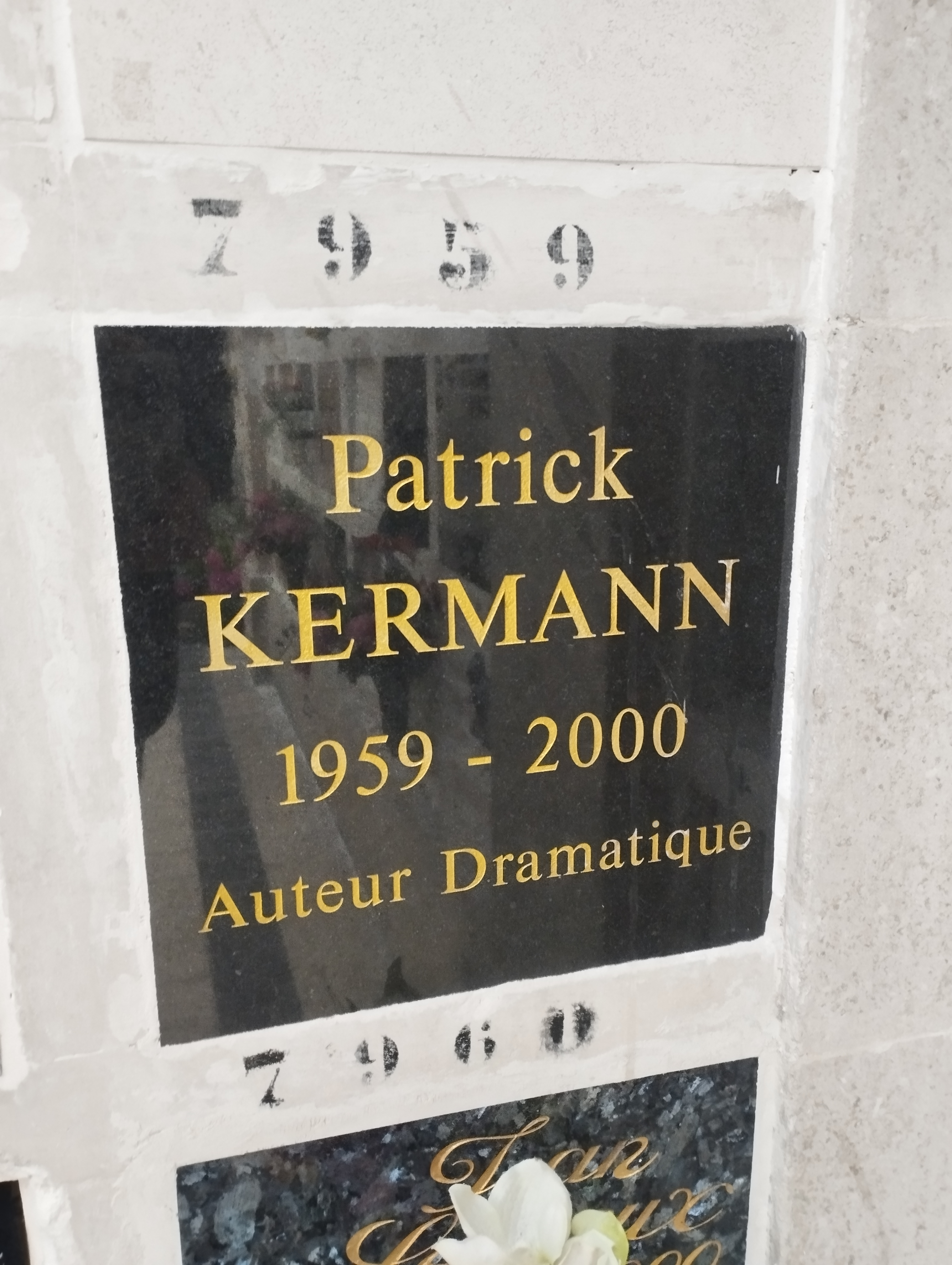
Case funéraire de Patrick Kermann au columbarium du Père-Lachaise (case n° 7959).

Il se donne la mort à l'âge de 40 ans le 29 février 2000 à Villeneuve-lès-Avignon. Incinéré, ses cendres sont déposées au columbarium du Père-Lachaise (case n° 7959).

## Dramaturgie
Pour lui, « Le théâtre est le territoire de la mort, ce lieu rituel où les vivants tentent la communication avec l'au-delà. Sur scène, dans une balance incessante entre incarnation et désincarnation, matériel et immatériel, visible et invisible, apparaissent des fantômes qui portent la parole des morts, pour nous encore et tout juste vivants.
De là l'importance dans mon écriture de la recherche de formes fortes qui approchent au plus près cette essence du théâtre : déambulation dans un no man's land entre terre et enfer (De quelques choses vues la nuit ou Les tristes champs d'asphodèles), voix d'outre-tombe (The Great Disaster ou La Mastication des morts), installation sonore (A) ou livret opératique (La Blessure de l'ange) qui évacuent le corps pour ne garder que la parole défunte.
De là aussi ce qui fait à mon sens la seule légitimité de l'écriture contemporaine, le travail sur/de/contre la langue : du monde des morts ne surgissent que des voix spectrales, des sons d'une autre langue, de cette langue des morts qui se fait chair et s'incarne en l'acteur. Ne m'intéresse donc que ce dialogue fragile avec les morts, ces souffles ténus recueillis auprès des morts qui témoignent de leur avoir été à l'histoire et au monde ».
Son écriture, poétique, est ainsi marquée par cette source, située dans l’au-delà :
« Dans les pièces de Patrick Kermann, l’absence de ponctuation prive le texte de souffle, symbole de vie, pour donner la parole aux morts. […] L’absence de ponctuation évoque la crise du personnage comme miroir de la crise du sujet face à l’Histoire. Les témoignages des morts sont fragmentaires, accidentés, fragiles. [...] La parole, pour les vivants comme pour les morts, n’est ni salvatrice, ni rédemptrice.»

## La langue
« La langue est toujours celle d'un corps rythmique, une langue étrangère qui ne dit pas le monde mais sa distance irréconciliable au monde. »